# Посёлок Белая Гора
Посёлок Белая Гора — городское поселение в Абыйском улусе Якутии Российской Федерации.
Административный центр — пгт Белая Гора.

## История
Статус и границы городского поселения установлены Законом Республики Саха (Якутия) от 30 ноября 2004 года N 173-З N 353-III «Об установлении границ и о наделении статусом городского и сельского поселений муниципальных образований Республики Саха (Якутия)»

## Население
| 2002  | 2010  | 2011  | 2012  | 2013  | 2014  | 2015  |
| ----- | ----- | ----- | ----- | ----- | ----- | ----- |
| 2463  | ↘2245 | ↗2248 | ↘2224 | ↘2209 | ↘2147 | ↘2101 |
| 2016  | 2017  | 2018  | 2019  | 2020  | 2021  | 2023  |
| ↘2081 | ↘2074 | ↘2058 | ↘2026 | ↘2009 | ↘1927 | ↘1905 |

## Состав городского поселения
| № | Населённый пункт | Тип населённого пункта      | Население |
| - | ---------------- | --------------------------- | --------- |
| 1 | Белая Гора       | пгт, административный центр | ↘1905     |